# Rennell-Gletscher
Der Rennell-Gletscher ist ein 16 km langer Gletscher im westantarktischen Ellsworthland. In den Pioneer Heights der Heritage Range im Ellsworthgebirge fließt er östlich des Inferno Ridge in nordwestlicher Richtung und mündet in den Splettstoesser-Gletscher.
Eine Mannschaft der University of Minnesota zur Erkundung des Ellsworthgebirges zwischen 1961 und 1962 benannte ihn nach der Biologin Kelly P. Rennell, die dieser Mannschaft angehörte.